# Martin Kampmann
Martin Kampmann Frederiksen (Aarhus, 17 aprile 1982) è un ex lottatore di arti marziali miste danese, attualmente semiritirato.
È sotto contratto con la promozione statunitense UFC nella quale combatte dal 2006; è stato campione dei pesi medi nell'organizzazione britannica Cage Warriors tra il 2005 ed il 2006.
È conosciuto per i suoi colpi precisi e le rapide sottomissioni.
Durante il suo periodo di momentaneo ritiro nel 2014 prese parte alle World Series of Poker di Las Vegas, e tuttora lavora a tempo pieno come allenatore di kickboxing nel Team Alpha Male.

## Carriera nelle arti marziali miste

### Ultimate Fighting Championship
Kampmann fece il suo debutto nella categoria dei pesi medi della federazione a UFC Fight Night 6 come sostituto dell'ultimo istante di Kalib Starnes. Kampmann sconfisse Crafton Wallace con una sottomissione al primo round. La sua vittoria successiva fu per decisione unanime contro Thales Leites alla finale di The Ultimate Fighter 4 l'11 novembre 2006. Ad UFC 68, superò Drew McFedries con un'arm-triangle choke nel primo round.
Il suo combattimento successivo in UFC avrebbe dovuto essere a UFC 72 contro Rich "Ace" Franklin ma fu costretto a rinunciare a causa di un infortunio al ginocchio. Kampmann ritornò a UFC 85, dove batté Jorge Rivera con uno strangolamento a ghigliottina al minuto 2:44 del primo round.
Tutti i primi quindici combattimenti di Kampmann furono entro il limite delle 185 libbre. Dopo la sconfitta con Nate Marquardt a UFC 88, Kampmann annunciò che sarebbe sceso nei pesi welter (170 libbre). Fece il suo debutto tra i pesi welter a UFC 93 superando Alexandre Barros per KO tecnico al secondo round. Kampmann poi ottenne un importante successo sull'ex campione dei pesi welter WEC Carlos Condit in una contestata decisione non unanime nel main event di UFC Fight Night 18.
Kampmann avrebbe dovuto affrontare Mike Swick il 19 settembre 2009 ad UFC 103. Il vincitore avrebbe avuto in palio una chance per il titolo contro Georges St-Pierre. Il 4 settembre fu annunciato che Mike Swick aveva subito un infortunio in allenamento. Paul Daley sostituì Swick per il match. Con Swick fuori dai giochi, anche il match perse la possibilità di essere per il primo contendente. Kampmann perse per KO tecnico.
Kampmann ad UFC 108 il 14 dicembre sfidò Jacob Volkmann vincendo nel primo round con una ghigliottina modificata che il danese chiamò Deathchoke.
Il combattimento successivo fu contro Paulo Thiago ad UFC 115 vincendo per decisione unanime con tutti i giudici che segnarono un punteggio 30-27 in suo favore.
Kampmann in seguito affrontò l'ex campione dei pesi medi Strikeforce Jake Shields, al debutto in UFC, il 23 ottobre 2010 a UFC 121. Il danese perse per decisione non unanime e Shields nel combattimento successivo affrontò Georges St-Pierre per il titolo.
Kampmann perse con una controversa decisione contro Diego Sanchez il 3 marzo 2011 a UFC Live: Sanchez vs. Kampmann in un match che vide Kampmann dominare Diego per tre round (incluso un atterramento nel primo round), con Diego che tentava di portare l'incontro a terra. Kampmann fermò 14 dei 15 tentativi di takedown dell'avversario e guidò 79-51 nei colpi totale (secondo FightMetric che segnò un punteggio di 29-28 per Kampmann). Il match vinse il premio Fight of the Night. Fu in seguito pubblicato che entrambi i fighter guadagnarono un bonus di 160.000 dollari per il Fight of the Night (quattro volte il premio di quell'evento).
Il danese superò poi Rick Story con una decisione unanime il 19 novembre 2011 a UFC 139. Inizialmente il risultato dichiarato fu una vittoria non unanime di Kampmann ma in seguito il presidente UFC Dana White chiarì che tutti i giudici si erano espressi in favore di Kampmann.
Nel marzo 2012 Kampmann fu protagonista del main match contro Thiago Alves: l'incontro fu equilibrato nei primi due round ma Alves si stava rendendo pericoloso con la sua boxe e nel terzo round riuscì a portare a termine un takedown su Kampmann, che però abilmente rovesciò la situazione a proprio favore strangolando l'avversario con una ghigliottina e vincendo l'incontro.
Lo stesso anno combatte contro Jake Ellenberger per decidere chi avrebbe avuto una possibilità per lottare per la cintura dei pesi welter UFC: Ellenberger al tempo era unanimemente considerato uno dei primi cinque pesi welter al mondo, e Kampmann patì l'avversario nel primo round, rischiando il KO tecnico quando dovette difendersi dai ground and pound, ma nel secondo round riesce a controllare Ellenberger in clinch e lo stende con una precisa ginocchiata al volto.
A quel punto Kampmann finì nel limbo dei contendenti al titolo detenuto dall'infortunato campione Georges St-Pierre, che al suo ritorno già doveva difendere il titolo contro Carlos Condit e Johny Hendricks.
Nel novembre 2012 combatté per il definitivo posto come primo contendente al titolo contro il campione di lotta libera dal pugno pesante Johny Hendricks, finendo KO in pochi secondi e perdendo quindi la sua seconda chance in carriera per poter sfidare il campione dei pesi welter.
Nell'agosto 2013 concede la rivincita al numero due del ranking UFC dei contendenti Carlos Condit, venendo sconfitto per KO tecnico durante la quarta ripresa in un match che venne premiato con il riconoscimento Fight of the Night.
Nel gennaio 2014 decide di prendersi una pausa dallo sport, venendo automaticamente escluso dai ranking UFC.
In settembre annunciò di aver preso il ruolo di allenatore di kickboxing nel Team Alpha Male, una delle migliori palestre di MMA nella quale al tempo militavano atleti come Urijah Faber (fondatore del team), T.J. Dillashaw, Chad Mendes, Joseph Benavidez e Danny Castillo.
Dopo un lungo periodo di pausa, nel gennaio 2016 Kampmann annuncia ufficialmente il suo ritiro, concludendo la sua carriera nell'UFC con un record di 11 vittorie e 6 sconfitte.

## Risultati nelle arti marziali miste
| Risultato | Record | Avversario         | Metodo                               | Evento                                 | Data              | Round | Tempo | Luogo                     | Note                                           |
| --------- | ------ | ------------------ | ------------------------------------ | -------------------------------------- | ----------------- | ----- | ----- | ------------------------- | ---------------------------------------------- |
| Sconfitta | 20-7   | Carlos Condit      | KO Tecnico (ginocchiate e pugni)     | UFC Fight Night: Condit vs. Kampmann 2 | 28 agosto 2013    | 4     | 0:54  | Indianapolis, Stati Uniti |                                                |
| Sconfitta | 20-6   | Johny Hendricks    | KO (pugno)                           | UFC 154: St-Pierre vs. Condit          | 17 novembre 2012  | 1     | 0:46  | Montréal, Canada          | Eliminatoria per il titolo dei Pesi Welter UFC |
| Vittoria  | 20-5   | Jake Ellenberger   | KO (ginocchiate)                     | The Ultimate Fighter: Live Finale      | 1º giugno 2012    | 2     | 1:40  | Las Vegas, Stati Uniti    |                                                |
| Vittoria  | 19-5   | Thiago Alves       | Sottomissione (ghigliottina)         | UFC on FX: Alves vs. Kampmann          | 3 marzo 2012      | 3     | 4.12  | Sydney, Australia         |                                                |
| Vittoria  | 18–5   | Rick Story         | Decisione (unanime)                  | UFC 139: Shogun vs. Henderson          | 11 novembre 2011  | 3     | 5:00  | San Jose, Stati Uniti     |                                                |
| Sconfitta | 17–5   | Diego Sanchez      | Decisione (unanime)                  | UFC Live: Sanchez vs. Kampmann         | 3 marzo 2011      | 3     | 5:00  | Louisville, Stati Uniti   |                                                |
| Sconfitta | 17–4   | Jake Shields       | Decisione (non unanime)              | UFC 121: Lesnar vs. Velasquez          | 23 ottobre 2010   | 3     | 5:00  | Anaheim, Stati Uniti      | Eliminatoria per il titolo dei Pesi Welter UFC |
| Vittoria  | 17–3   | Paulo Thiago       | Decisione (unanime)                  | UFC 115: Liddell vs. Franklin          | 12 giugno 2010    | 3     | 5:00  | Vancouver, Canada         |                                                |
| Vittoria  | 16–3   | Jacob Volkmann     | Sottomissione (ghigliottina)         | UFC 108: Evans vs. Silva               | 2 gennaio 2010    | 1     | 4:03  | Las Vegas, Stati Uniti    |                                                |
| Sconfitta | 15–3   | Paul Daley         | KO Tecnico (pugni)                   | UFC 103: Franklin vs. Belfort          | 19 settembre 2009 | 1     | 2:31  | Dallas, Stati Uniti       |                                                |
| Vittoria  | 15–2   | Carlos Condit      | Decision (non unanime)               | UFC Fight Night: Condit vs. Kampmann   | 1º aprile 2009    | 3     | 5:00  | Nashville, Stati Uniti    |                                                |
| Vittoria  | 14–2   | Alexandre Barros   | KO Tecnico (pugni)                   | UFC 93: Franklin vs. Henderson         | 17 gennaio 2009   | 2     | 3:07  | Dublino, Irlanda          | Passa ai Pesi Welter                           |
| Sconfitta | 13–2   | Nate Marquardt     | KO Tecnico (pugni)                   | UFC 88: Breakthrough                   | 6 settembre 2008  | 1     | 1:22  | Atlanta, Stati Uniti      |                                                |
| Vittoria  | 13–1   | Jorge Rivera       | Sottomissione (ghigliottina)         | UFC 85: Bedlam                         | 7 giugno 2008     | 1     | 2:44  | Londra, Regno Unito       |                                                |
| Vittoria  | 12–1   | Drew McFedries     | Sottomissione (triangolo di braccio) | UFC 68: The Uprising                   | 3 marzo 2007      | 1     | 4:06  | Columbus, Stati Uniti     |                                                |
| Vittoria  | 11–1   | Thales Leites      | Decisione (unanime)                  | The Ultimate Fighter 4 Finale          | 11 novembre 2006  | 3     | 5:00  | Las Vegas, Stati Uniti    |                                                |
| Vittoria  | 10–1   | Crafton Wallace    | Sottomissione (rear naked choke)     | UFC Fight Night 6                      | 17 agosto 2006    | 1     | 2:59  | Las Vegas, Stati Uniti    | Debutto in UFC                                 |
| Vittoria  | 9–1    | Edwin Aguilar      | KO Tecnico (pugni)                   | WFA: King of the Streets               | 22 luglio 2006    | 1     | 2:43  | Los Angeles, Stati Uniti  |                                                |
| Vittoria  | 8–1    | Damien Riccio      | Sottomissione (rear naked choke)     | Cage Warriors: Strike Force 4          | 26 novembre 2005  | 2     | 1:58  | Coventry, Regno Unito     | Difende il titolo dei Pesi Medi Cage Warriors  |
| Vittoria  | 7–1    | Matt Ewin          | Sottomissione (pugni)                | Cage Warriors: Strike Force 2          | 16 luglio 2005    | 1     | 2:45  | Coventry, Regno Unito     | Vince il titolo dei Pesi Medi Cage Warriors    |
| Vittoria  | 6–1    | Brendan Seguin     | KO (calcio alla testa)               | KOTC: Warzone                          | 24 giugno 2005    | 1     | 2:05  | Sheffield, Regno Unito    |                                                |
| Vittoria  | 5–1    | Matt Ewin          | KO Tecnico (ritiro)                  | HOP: Fight Night 2                     | 4 marzo 2005      | 1     | 5:00  | Swansea, Regno Unito      |                                                |
| Sconfitta | 4–1    | Andrei Semenov     | KO Tecnico (stop medico)             | M-1 Global MFC: Middleweight GP        | 9 ottobre 2004    | 1     | 1:21  | San Pietroburgo, Russia   | M-1 Global MFC MW GP, Quarti di finale         |
| Vittoria  | 4–0    | Xavier Foupa-Pokam | Squalifica                           | EVT 2: Hazard                          | 4 aprile 2004     | 2     | 0:27  | Stoccolma, Svezia         |                                                |
| Vittoria  | 3–0    | Toni Vivas         | KO Tecnico (pugni)                   | EVT 1: Genesis                         | 6 dicembre 2003   | 1     | 1:23  | Copenaghen, Danimarca     |                                                |
| Vittoria  | 2–0    | Dave Jones         | KO (ginocchiata)                     | XFC 2: The Perfect Storm               | 9 novembre 2003   | 1     | -     | Cornovaglia, Regno Unito  |                                                |
| Vittoria  | 1–0    | Gert Mannaerts     | KO Tecnico (pugni)                   | Viking Fight 3: Rumble in the West     | 15 febbraio 2003  | 1     | -     | Aarhus, Danimarca         |                                                |